# Берёзовка (Киселёвский городской округ)
Берёзовка — деревня в Киселёвском городском округе Кемеровской области.

## История
Входила деревня в Верх-Чумышский сельсовет.

## География
Берёзовка расположена у рек Берёзовая и Берёзовая Кривая, примерно в 12 км от Киселёвска. Улица одна: Центральная.

## Население
| 2010 |
| ---- |
| 7    |

Национальный и гендерный состав
По данным Всероссийской переписи населения на 2010 год, в деревне проживало 7 человек, все 7 — мужчины.
Согласно результатам переписи 2002 года, в национальной структуре населения русские составляли 100 % от 5 жителей.